# Năvodari
Năvodari é uma cidade da Roménia, no judeţ (distrito) de Constanţa com 34.669 habitantes.